# Corynanthe
A Corynanthe a buzérfélék (Rubiaceae) családjába tartozó zárvatermő növények nemzetsége.

## Rendszerezés
2022 januári állapot szerint a világ növényei (Plants of the World Online) adatbázisa az alábbi 8 fajt foglalja magában (beleértve azokat is, amiket korábban a Pausinystalia nemzetségbe tartozóként rendszereztek).
- Corynanthe brachythyrsus K.Schum.
- Corynanthe johimbe K.Schum.
- Corynanthe lane-poolei Hutch.
- Corynanthe macroceras K.Schum.
- Corynanthe mayumbensis (R.D.Good) N.Hallé
- Corynanthe pachyceras K.Schum.
- Corynanthe paniculata Welw.
- Corynanthe talbotii (Wernham) Å.Krüger & Löfstrand

## Külső hivatkozások
A Kew Gardens világjegyzéke a növénycsaládokról:
- World Checklist of Selected Plant (WCSP) Families Archiválva 2020. június 11-i dátummal a Wayback Machine-ben

## Fordítás
Ez a szócikk részben vagy egészben  a   Corynanthe című angol Wikipédia-szócikk fordításán alapul.  Az eredeti cikk szerkesztőit annak laptörténete sorolja fel. Ez a jelzés csupán a megfogalmazás eredetét és a szerzői jogokat jelzi, nem szolgál a cikkben szereplő információk forrásmegjelöléseként.